# Izland a 2024. évi nyári olimpiai játékokon
Izland a franciaországi Párizsban megrendezett 2024. évi nyári olimpiai játékok egyik részt vevő nemzete volt. Az országot az olimpián 4 sportágban 5 sportoló képviselte, akik érmet nem szereztek.

## Atlétika
Női
| Versenyző                | Versenyszám | Selejtező | Selejtező | Döntő    | Döntő    |
| Versenyző                | Versenyszám | Eredmény  | Helyezés  | Eredmény | Helyezés |
| ------------------------ | ----------- | --------- | --------- | -------- | -------- |
| Erna Sóley Gunnarsdóttir | Súlylökés   | 17,39 m   | 20.       | kiesett  | kiesett  |

## Sportlövészet
Férfi
| Versenyző        | Versenyszám | Selejtező | Selejtező | Döntő   | Döntő    |
| Versenyző        | Versenyszám | Pont      | Helyezés  | Pont    | Helyezés |
| ---------------- | ----------- | --------- | --------- | ------- | -------- |
| Hákon Svavarsson | Skeet       | 116       | 23.       | kiesett | kiesett  |

## Triatlon
Egyéni
| Versenyző         | Versenyszám | 1,5 km úszás | Depózás 1 | 40 km kerékpározás | Depózás 2 | 10 km futás | Összesítés | Összesítés |
| Versenyző         | Versenyszám | Idő          | Idő       | Idő                | Idő       | Idő         | Idő        | Helyezés   |
| ----------------- | ----------- | ------------ | --------- | ------------------ | --------- | ----------- | ---------- | ---------- |
| Edda Hannesdóttir | Női         | 24:49        | 0:59      | 1:03:25            | 0:38      | 40:55       | 2:10:46    | 51.        |

## Úszás
Férfi
| Versenyző   | Versenyszám | Előfutam | Előfutam | Előfutam | Elődöntő | Elődöntő | Elődöntő | Döntő   | Döntő    |
| Versenyző   | Versenyszám | Idő      | Hely.    | Össz.    | Idő      | Hely.    | Össz.    | Idő     | Helyezés |
| ----------- | ----------- | -------- | -------- | -------- | -------- | -------- | -------- | ------- | -------- |
| Anton McKee | 100 m mell  | 1:00,62  | 1.       | 25.      | kiesett  | kiesett  | kiesett  | kiesett | kiesett  |
| Anton McKee | 200 m mell  | 2:10,36  | 4.       | 9.       | 2:10,42  | 8.       | 15.      | kiesett | kiesett  |

Női
| Versenyző                | Versenyszám | Előfutam | Előfutam | Előfutam | Elődöntő | Elődöntő | Elődöntő | Döntő   | Döntő    |
| Versenyző                | Versenyszám | Idő      | Hely.    | Össz.    | Idő      | Hely.    | Össz.    | Idő     | Helyezés |
| ------------------------ | ----------- | -------- | -------- | -------- | -------- | -------- | -------- | ------- | -------- |
| Snæfríður Jórunnardóttir | 100 m gyors | 54,85    | 6.       | 19.      | kiesett  | kiesett  | kiesett  | kiesett | kiesett  |
| Snæfríður Jórunnardóttir | 200 m gyors | 1:58,32  | 5.       | 15.      | 1:58,78  | 8.       | 15.      | kiesett | kiesett  |